# Maren Sørensen
Maren Sørensen (født 1882, død 1957) regnes for den uofficielt første, danske kvindelige præst.

## Opvækst
Maren Sørensen blev født i Ål ved Varde i en familie af hedebønder og kom i en alder af fire år i pleje hos bedsteforældrene, der selv var på aftægt hos en anden søn, Sørensens farbror, som var metodist og meget religiøs. I en alder af 12 år besluttede hun sig for at "tjene Gud".
Efter at have plejet moderen ved dennes sygdom og død, blev Sørensen uddannet sygeplejerske 1905-06 på Sankt Lukas Stiftelsen og siden Blegdamshospitalet.

## Karriere

### Sønderjylland
I 1909 deltog Maren Sørensen i et ugeskursus på menighedsskolen i Liselund ved Slagelse. Ved kurset mødte hun blandt andre frimenighedspræsterne Niels Dael og J. B. Poulsen, som fik stor betydning for hendes fremtidige virke.
Hun hørte om forholdene for det danske mindretal i Sønderjylland, der siden 1864 havde været under tysk herredømme, og om hvordan mange dansksindede trængte til både uddannet sygepleje og til at tale det danske sprog.
Sørensen tog derfor til Sønderjylland, først Visby, siden Holbøl og Flensborg, hvor hun fungerede som omrejsende sygeplejerske. Ved udbruddet af Første Verdenskrig meldte hun sig til frivillig sygetjeneste. Efter Genforeningen i 1920 slog hun sig ned i den dansksindede landsby Valsbøl, som var forblevet tysk efter afstemningen.
Sørensen blev den første forstander og plejemor på Børnenes Helsehjem ved Sdr. Vilstrup, Haderslev, hvor hun fra 1920 til 1946 modtog svagelige, sønderjyske børn på ophold af 3 til 6 ugers varighed i sommerperioden fra maj til september.
I 1930 grundlagde hun Valsbølhus54°46′24″N 9°14′08″Ø / 54.77340°N 9.23562°Ø, der kom til at fungere som både forsamlingshus, kirke og sygehus.

### Første kvindelige præst
Maren Sørensen omtales som Danmarks første kvindelige præst ordineret 1940 ved en privat ceremoni i Havrebjerg Frimenighedskirke af Niels Dael,  efter at hun i en del år havde virket som populær frimenighedspræst i området og selv havde forrettet gudstjenester, dog uden at udføre sakramenterne. Anden Verdenskrig gjorde, at hun i perioden 1940-45 ikke kunne rejse ned til Valsbøl, og efter krigen holdt tilknytningen til den lokale menighed ikke længere, og en anden præst blev ordineret til det danske mindretal.
I 1952 modtog hun, som en af de første kvinder, Ridderkorset.

## Privatliv
Maren Sørensen forblev ugift men havde en række nære medhjælpere gennem hele sit liv. Den sidste medhjælper gennem 25 år var Kathrine Bøjlesen, som ligger begravet ved siden af Maren Sørensen på Lønborg kirkegård.
I Valsbøl er en vej opkaldt efter hende, nemlig Maren Sørensen Weg 54°46′25″N 9°14′07″Ø / 54.77369°N 9.23538°Ø, som ligger i forlængelse af Kirchenweg/Kirkevej og er hvor Valsbølhus ligger. Der er ligeledes en vej i Kelstrup der er opkaldt efter hende. Maren Sørensens vej. Og huset på hjørnet (nr 2) er Marens Sørensens hus.